# Józef Kołodziejski
Józef Kołodziejski (ur. 13 lutego 1920 w Leśniewicach, zm. 5 czerwca 2009 tamże) – polski rolnik, poseł na Sejm PRL VI i VII kadencji.

## Życiorys
Syn Tomasza i Stanisławy z domu Żurawskiej, miał troje rodzeństwa. W 1935 ukończył szkołę powszechną w Gostyninie. Od 1945 prowadził wraz z żoną gospodarstwo rolne w Leśniewicach.
W 1947 wstąpił do Stronnictwa Ludowego, a w 1949 wraz z nim do Zjednoczonego Stronnictwa Ludowego. Zasiadał w zarządzie koła ZSL, później został członkiem Powiatowego Komitetu partii. W latach 1945–1951 był sołtysem w Leśniewicach. Organizował spółdzielczość wiejską: spółdzielnię mleczarską i „Samopomoc Chłopską”. Przez okres kilku kadencji zasiadał w Gromadzkiej Radzie Narodowej, potem w Powiatowej Radzie Narodowej, a przed zmianą w podziale terytorialnym kraju, przez dwie kadencje był radnym Warszawskiej Wojewódzkiej Rady Narodowej, od 1975 członkiem Wojewódzkiej Rady Narodowej w Płocku. W 1972 i 1976 uzyskiwał mandat posła na Sejm PRL w okręgu Płock. Zasiadał przez dwie kadencje w Komisji Planu Gospodarczego, Budżetu i Finansów, w trakcie VII kadencji ponadto w Komisji Komunikacji i Łączności.
Był żonaty z Kazimierą, mieli troje dzieci.
Jest pochowany na cmentarzu parafialnym w Gostyninie.

## Odznaczenia
- Krzyż Kawalerski Orderu Odrodzenia Polski
- Złoty Krzyż Zasługi
- Srebrny Krzyż Zasługi (1969)
- Medal za Długoletnie Pożycie Małżeńskie (1995)[2]
- Medal 30-lecia Polski Ludowej (1974)
- Złota Odznaka „Za zasługi dla województwa warszawskiego”